# Villanueva del Rebollar
Villanueva del Rebollar è un comune spagnolo di 98 abitanti situato nella comunità autonoma di Castiglia e León.